# Carcharhinus leiodon
Carcharhinus leiodon е вид акула от семейство Сиви акули (Carcharhinidae). Видът е уязвим и сериозно застрашен от изчезване.

## Разпространение и местообитание
Разпространен е в Саудитска Арабия.
Обитава крайбрежията на сладководни басейни, океани, морета, заливи, рифове и реки.

## Описание
На дължина достигат до 75 cm.